# Gare de Landroff
La gare de Landroff est une ancienne gare ferroviaire française de la ligne de Réding à Metz-Ville, située au sud du bourg centre de la commune de Landroff, dans le département de la Moselle, en région Grand Est.

## Situation ferroviaire
Établie à 254 mètres d'altitude, la gare de Landroff est située au point kilométrique (PK) 113,031 de la ligne de Réding à Metz-Ville entre les gares de Morhange (ouverte) et de Brulange (fermée).